# RT DE
RT DE (ursprünglich RT Deutsch) ist das deutschsprachige Programm des russischen Staatssenders RT (vormals Russia Today). RT DE stellte seine Aktivitäten in Deutschland 2022 ein, nachdem ein Verbot jeglicher Übertragung von RT-Inhalten EU-weit in Kraft getreten war, um die Verbreitung von Propaganda und Desinformation über den russischen Überfall auf die Ukraine zu verhindern.

## Geschichte
Das deutschsprachige Internetangebot von RT startete am 6. November 2014.  RT DE blieb vorwiegend ein Internetportal mit Artikeln und Videos. Die einzige Sendung war zunächst das halbstündige tägliche Video-Journal Der fehlende Part mit Moderatorin Jasmin Kosubek.
Der Sender hatte seinen Sitz in einem Fernsehstudio in Berlin-Adlershof. Neben den Beschäftigten in Berlin arbeiten auch Mitarbeiter an anderen Standorten speziell für das deutsche Programm von RT, wie zu Beginn die Journalistin Margarita Bityutski. Bityutski wechselte später nach Berlin und übernahm zwischenzeitlich die Co-Moderation von Kosubek beim Fehlenden Part.
Als Reporter waren vor der Kamera durchweg junge Leute zu sehen.
Als Außenreporter war Nicolaj Gericke im Einsatz,
der unter anderem Verschwörungstheorien über den Mord am russischen Oppositionellen Boris Nemzow propagierte.
Für RT DE war auch die Reporterin Maria Janssen aktiv. Sie machte durch ihre polemischen Berichte über die Berichterstattung der „russophoben Mainstreammedien“ zum Fall Lisa auf sich aufmerksam. Nachdem die angebliche Vergewaltigung einer Russlanddeutschen durch Ausländer als Lüge entlarvt worden war, identifizierte RT diese Richtigstellung der Fakten als „antirussische Propaganda“.
Von Daniel Böhmer 2016 wurde das Format Der fehlende Part in der Ausstrahlung reduziert. Stattdessen werden als neue regelmäßige Sendereihen, ab 30. September 2016 ein wöchentliches Nachrichtensatire-Magazin namens 451° sowie eine Reportagereihe aus Russland mit weniger politischen Themen namens Einmal in Russland produziert.
Der fehlende Part wurde 2017 umgestaltet, weg von der halbstündigen Sendung, hin zu kürzeren, aber wieder täglichen Beiträgen auf einem eigenen YouTube-Kanal. Das Format gründete sich vor allem auf Interviews und Kommentare, die von Kosubek geführt beziehungsweise vorgetragen wurden. Die Sendung wurde im Juli 2020 eingestellt. Chefredakteur der Onlineredaktion von RT deutsch war der deutsche Journalist Florian Warweg.
Von 2016 bis 2019 arbeitete der Schauspieler Claude-Oliver Rudolph für RT Deutsch als „Ressortleiter Kunst und Kultur“ mit der Talkshow Clash.
Seine Tätigkeit beendete er nach eigenen Angaben, nachdem eine geplante Reportage über Nordkorea nicht zustande gekommen war und er dem Sender mangelnde Professionalität vorgeworfen hatte.
Die Onlinezeitung Russland.news schrieb, die Anhängerschaft von RT DE sei in den sozialen Netzwerken zwar fortgesetzt und überdurchschnittlich gestiegen, nicht aber in der von Rodionov angegebenen Dimension, sondern nur „um knapp 20 % in fünf Monaten“. Zwischen Oktober 2017 und Oktober 2018 konnte RT DE die Interaktionen seiner Beiträge im sozialen Netzwerk Facebook um 13,8 % steigern und erreichte in allen sozialen Netzwerken bis Oktober 2019 eine Gesamtzahl von 800.000 Followern.
Im Februar 2018 hatte RT DE etwa 578.000 Anhänger, davon die meisten bei Facebook und YouTube, wo der Sender drei eigene Kanäle betrieb. Insbesondere beim Videoangebot sei RT DE unter den russischen Anbietern dominant, die ihre Inhalte in deutscher Sprache verbreiten.
Am 29. Oktober 2020 wurde der Name von RT Deutsch in RT DE geändert.
Das Bundesamt für Verfassungsschutz führt in seinem Jahresbericht für 2018 aus, dass RT einer der wichtigsten Akteure bei der verschleierten und subtilen Beeinflussung der deutschen Öffentlichkeit durch russische Staatsmedien sei.
Da dutzende deutsche und internationale Banken wie die Commerzbank abgelehnt hatten, ein Geschäftskonto für RT Deutsch zu eröffnen, warf die russische Regierung 2021 Deutschland vor, dass auf diesem Weg die angeblichen „Aufdecker, die Wahrheitsüberbringer, vom System unterdrückt werden“. Nach Einschätzung von Deutschlandfunk-Korrespondent Thielko Grieß sei dies ein weiterer „Verschwörungsmythos“, um von den schlechter werdenden Arbeitsbedingungen für deutsche Journalisten in Russland abzulenken.
Mitte August 2021 scheiterte RT DE damit, eine Sendelizenz in Luxemburg zu beantragen, um die deutschen Landesmedienanstalten zu umgehen.
Nachdem der YouTube-Kanal von RT DE wegen Verstößen gegen die Nutzungsbedingungen von YouTube zu „medizinischer Fehlinformation“ bezüglich einer COVID-19-Thematik für eine Woche temporär gesperrt worden war, umging RT DE diese Einschränkung durch Hochladen von Videos auf seinen Ausweichkanal Der Fehlende Part. Da dies eine Verletzung der Richtlinien von YouTube darstellt, sperrte YouTube beide deutschen RT-Kanäle am 28. September 2021 dauerhaft. Der RT-DE-Kanal hatte zuletzt rund 614.000 Abonnenten. Daraufhin forderte die russische Telekommunikationsaufsichtsbehörde Roskomnadsor die Muttergesellschaft Google dazu auf, die Sperrung so bald wie möglich aufzuheben, ansonsten werde im Gegenzug die YouTube-Plattform in Russland gesperrt. Im Kontext der RT-DE-Sperre drohte Russland neben der angedrohten Sperrung von YouTube in Russland auch mit der Sperrung deutscher Medien in Russland. Die Chefredakteurin von RT, Margarita Simonjan, brachte per Twitter ein Verbot der Deutschen Welle und die Schließung der Korrespondentenbüros von ARD und ZDF in Moskau ins Gespräch.

### Verbot der Ausstrahlung
Anfang Februar 2022 teilte die Kommission für Zulassung und Aufsicht der Landesmedienanstalten (ZAK) mit, dass „Veranstaltung und Verbreitung des Fernsehprogramms RT DE“ in Deutschland untersagt worden sei, da keine medienrechtliche Zulassung vorliege. RT DE musste nach dieser Entscheidung die Ausstrahlung seines Fernsehprogramms über Live-Stream im Internet, über die eigene App und über einen weiteren Eutelsat-Satelliten einstellen.
RT hatte argumentiert, dass die Organisation TV-Novisti für RT DE im Dezember 2021 in Serbien eine Lizenz für die Kabel- und Satellitenübertragung erhalten habe, und berief sich auf ein Übereinkommen des Europarats, das die freie Ausstrahlung grenzüberschreitender Fernsehprogramme vorsieht. Allerdings wiesen europäische Medienrechtler darauf hin, dass eine europaweite Ausstrahlung nach diesem Übereinkommen nur dann rechtlich zulässig sei, wenn sich auch der gesamte Sitz des Senders im Zulassungsland – in diesem Falle in Serbien – befände. De facto betreibe aber RT DE sein Redaktionsbüro in Berlin.
Am 9. Februar 2022 legte RT DE Berufung gegen die Entscheidung ein und setzte sich über das Verbot hinweg, indem es auch nach der Erklärung weiter sendete.
Seit dem 3. März 2022 ist die ursprüngliche Website von RT DE nicht mehr erreichbar.
Am 6. April 2022 teilte die Medienanstalt Berlin-Brandenburg mit, dass RT DE seine Aktivitäten in Deutschland eingestellt hat.
Einige Kabelnetzbetreiber sperren RT DE in Folge des russischen Überfalls auf die Ukraine, darunter Ende Februar/Anfang März 2022 die österreichische Magenta Telekom und die schweizerischen Betreiber Swisscom, Salt und Sunrise. In der Schweiz entschied sich der Bundesrat Ende März 2022 gegen die Übernahme der EU-Sanktionen.
Trotz des Verbots betrieb der Sender RT zwischen 2023 und 2025 von Berlin aus verdeckt die englischsprachige Seite Red. Im Impressum steht AFA Medya, ein nicht existierendes Medienunternehmen in der Türkei. Laut der taz wurde damit eine Briefkastenfirma genutzt, um europäische Sanktionen zu umgehen. Seit dem Terrorangriff der Hamas auf Israel wurde der Plattform vorgeworfen, antiisraelische Propaganda zum Krieg in Israel und Gaza zu betreiben.

## Technische Verbreitung

### Über Satellit
Die Mutterorganisation TV Novosti versuchte zunächst, für RT DE EU-Regularien über europaweite Ausstrahlung zu nutzen. Am 15. Juni 2021 reichte TV Novosti in Luxemburg einen Antrag ein. Doch wies das dortige Staatsministerium den Antrag mit Verweis auf die Zuständigkeit der deutschen Behörden zurück. Entsprechend der EU-Richtlinie über audiovisuelle Mediendienste habe man sich dazu mit den zuständigen Stellen in Deutschland verständigt.
RT DE blieb auch danach bei seiner Anfang 2021 gemachten Ankündigung, im Dezember auf Sendung zu gehen. Wie dann klar wurde, sollte dies im Rahmen des Europäischen Übereinkommens über grenzüberschreitendes Fernsehen des Europarates geschehen. In Serbien erhielt TV Novosti eine Lizenz, mit der RT DE schließlich am 16. Dezember 2021 über die Satelliten 9B und 16A des Betreibers Eutelsat auf Sendung ging und ein lineares Programm verbreitete. Am nächsten Tag leitete die Medienanstalt Berlin-Brandenburg (MABB) als unabhängige Aufsichtsbehörde jedoch ein Verfahren ein, weil die erforderliche Sendelizenz für eine bundesweite Ausstrahlung in Deutschland weder beantragt, noch erteilt worden sei. Die MABB sieht eine deutsche und wegen des Bezugs zu Berlin im Speziellen eine eigene Zuständigkeit. Am 22. Dezember 2021 stellte Eutelsat die Ausstrahlung auf dem Satelliten 9B ein, blieb aber auf dem für Direktempfang nicht so attraktiven Satelliten Eutelsat 16A aufgeschaltet.
Mit Verweis auf die genannte Europaratskonvention protestierte RT und kündigte an, alle rechtlichen Mittel auszuschöpfen. Der Rechtsstreit fokussierte sich dann darauf, wo RT DE seinen Sitz hat und ob es damit der deutschen Gerichtsbarkeit unterliegt. Offenbar plante RT dies ein: Bis Anfang Juni war die RT DE Productions GmbH mit Geschäftsführerin Dinara Toktosunova im Impressum der Seite als verantwortlich angegeben. Kurz darauf wurde dies geändert, seitdem steht dort TV Novosti mit Sitz in Moskau. Die Aufsichtsbehörde MABB ging davon aus, „dass die RT DE Productions GmbH mit Sitz in Berlin für das Programm medienrechtlich verantwortlich ist“. Die Lizenz, die TV Novosti nach Angaben von RT DE in Serbien erhalten hatte, stellte „keine ausreichende Grundlage für eine Verbreitung des Programms der RT DE Productions GmbH in Deutschland dar“.

### Über das Internet
Da es sich um einen bundesweiten Sachverhalt handelt, hatte die Gemeinschaft der Medienanstalten (Kommission für Zulassung und Aufsicht – ZAK) für Anfang Februar einen Beschluss angekündigt. Das ZAK verlangte, dass RT DE sein TV-Programm nicht nur über den Satelliten einstellt, sondern untersagte auch die Verbreitung über Live-Stream im Internet sowie über die Mobile- und Smart-TV-App, weil „die dafür erforderliche medienrechtliche Zulassung nicht vorliegt“. Bei RT DE handle es sich um ein zulassungspflichtiges Rundfunkprogramm, für das gemäß Medienstaatsvertrag „weder eine Zulassung erteilt noch beantragt wurde“. Die Veranstalter könnten sich auf keine andere europarechtlich legitime Erlaubnis berufen. Die Verbreitung des linearen Programms ab 16. Dezember 2021 über zwei Kanäle von YouTube (RT DE und Der fehlende Part) wurde durch YouTube wenige Stunden nach Sendebeginn wegen Verstoßes gegen die Nutzungsbedingungen gestoppt.

### Über den Thüringer Regionalsender SalveTV
In Thüringen strahlte der Lokalsender Salve TV die Sendung Der Fehlende Part von RT Deutsch von 2014 bis 2017 viermal täglich aus. Dafür wurde er von Politikern mehrerer Parteien des Thüringer Landtags kritisiert. Werner Pidde (SPD) bezeichnete die Sendungen als „einseitig“ und „aus russischer Sicht“, Gerold Wucherpfennig (CDU) kritisierte, dass ein „Lokalsender staatliche russische Auslandspropaganda ausstrahlt“, und Madeleine Henfling (Grüne) sprach von „unkommentierter Ausstrahlung ohne journalistische Auseinandersetzung“. Kirsten Kramer, die stellvertretende Direktorin der Thüringer Landesmedienanstalt, sagte, dass die Programme von Salve TV intensiv beobachtet werden, es aber kein Aufsichtsverfahren oder einen Verbotstatbestand gebe. Salve-Chef Klaus-Dieter Böhm verteidigte die Übernahme der RT-Sendungen, die Ausstrahlung solle „ein Gegenpol zur Anti-Putin-Berichterstattung deutscher Medien“ sein. Im August 2015 prüfte die Thüringer Landesmedienanstalt die Rechtmäßigkeit der Ausstrahlung der RT-Sendung Der fehlende Part auf Salve.tv und hatte nichts dagegen einzuwenden.

## Rezeption
Von der russischen Onlinezeitung russland.NEWS wird RT Deutsch wegen seiner Selbstdarstellung als Alternativmedium kritisiert, obwohl der Sender real nur „die dafür auch finanzierte deutschsprachige Stimme des russischen Mainstreams“ darstellt. Der Sender sei laut russland.news einseitig und berichte aus Deutschland nur über negative Entwicklungen wahrheitsgemäß, verschweige jedoch einseitig positive Aspekte behandelter Themen. Laut Eigendarstellung des Senders soll mit dem deutschsprachigen Programm „ein Gegenstandpunkt zum einseitigen und oft interessengetriebenen Medien-Mainstream“ bezogen werden. Ziel sei, „eine Gegenöffentlichkeit herzustellen“.
Zu den nicht festangestellten Autoren von RT DE gehörten (Stand Februar 2021) unter anderem Rainer Rupp und Karin Kneissl. Laut Spiegel Online „kommen andere Autoren aus einem Milieu irgendwo zwischen DKP und Junge Welt.“
Zum Start des deutschsprachigen Programms erklärte der Medienwissenschaftler Bernhard Pörksen, RT nutze die aktuelle „Medienverdrossenheit als publizistische Marktlücke“. Olaf Sundermeyer und Christian Mihr, der Geschäftsführer der deutschen Abteilung von Reporter ohne Grenzen, sehen den Sender als Propagandainstrument des Kremls und sind der Ansicht, dass RT Deutsch die Medienfreiheit nutze, um unabhängigen Journalismus zu diskreditieren und eine wachsende Medienverdrossenheit zu verstärken. Der Geschäftsführer des Netzwerks für Osteuropa-Berichterstattung, Hanno Gundert, betrachtet den Sender als Teil der Strategie des Kremls, unter dem Deckmantel des Journalismus das Meinungsbild in Europa zu spalten. Carsten Luther, Redakteur der deutschen Wochenzeitung Die Zeit, analysierte die RT-Methode: Zwar sei nicht alles gelogen und verbogen, und manch kritischer Beitrag habe seine Berechtigung, jedoch sei es insgesamt „haarsträubend, was dort als Journalismus verkauft wird“.
Ebenfalls konstatierte Gemma Pörzgen, im Vorstand von Reporter ohne Grenzen: „Mit Journalismus hat Russia Today aus meiner Sicht wenig zu tun. Das ist ein gezieltes Propaganda-Instrument der russischen Regierung.“ Der Politologe Stefan Meister von der Deutschen Gesellschaft für Auswärtige Politik sagte über den Sender, RT suche sich gezielt Themen aus, die das westliche demokratische System in Frage stellen, und greife das pluralistische Mediensystem an, indem behauptet werde, dass alle Medien lügen. Im Handelsblatt folgerte Andreas Macho nach einer Untersuchung des Programms des deutschen Ablegers von RT im November 2014: „Unterm Strich verbreitet RT Deutschland mehr Unwahrheiten, Verkürzungen und Verfälschungen, als es diese – wie die Moderatoren ständig versprechen – aufklären würde.“ Die Tageszeitung fasste die Auswahl der Gesprächspartner der ersten Wochen von RT Deutsch mit „entweder flammende Antiamerikaner oder EU-Gegner vom linken und rechten Rand“ zusammen. Der NDR hat sich in seinem Medienmagazin Zapp mit einigen der ersten Artikeln und Videos von RT Deutsch beschäftigt und zeigt an einigen konkreten Beispielen, wie die Redaktion Texte verzerrt übersetzt und falsche Behauptungen aufstellt. Markus Beckedahl von Netzpolitik.org gab an, dass er und die Netzpolitik-Autoren RT grundsätzlich keine Interviews geben werden, um sich nicht instrumentalisieren zu lassen und nicht „neben irgendwelche Rechtsaußen“ einsortiert zu werden.

### Zielgruppe
Als Zielgruppe des Programms werden von Beobachtern vor allem Zuschauer von den Rändern des politischen Spektrums sowie Verschwörungstheoretiker (Eigenbezeichnung: Querdenker) und politisch Enttäuschte gesehen. So zitiert Harald Neuber von Telepolis eine SurveyMonkey-Umfrage im Auftrag von RT DE selbst, der zufolge sich die Leser und Zuschauer von RT Deutsch vor allem aus „Nichtwählern, Anhängern der Linkspartei und der Alternative für Deutschland“ zusammensetzen.
Vor allem die Ausrichtung des Programms auf rechtsextremes Publikum wird in Veröffentlichungen häufig thematisiert. Laut dem Historiker Volker Weiß finden auf RT die Parolen von Pegida und AfD ihren „zuverlässigen Widerhall“. Der Online-Chefredakteur von RT Deutsch, Florian Warweg, bestreitet den Vorwurf, das Publikum von RT Deutsch sei vor allem auf der politischen Rechten zu finden. Jedoch steht auch nach eigenen Erhebungen des Senders fest, dass er kaum Zuschauer aus dem Bereich der politischen Mitte hat. Gemäß der AfD-Aussteigerin Franziska Schreiber begegne RT Deutsch der AfD generell positiver als andere deutsche Medien vor allem aus einem Kalkül, Informationen von den Funktionären früher oder offener zu erhalten. Dies werde von der Partei gut angenommen und sie habe ein sehr positives Bild vom Sender. Die russische Zeitung Kommersant sieht als Zielpublikum der deutschen Abteilung von RT vor allem Deutsche, die „Anhänger der rechtsextremen, aber parlamentarischen Partei“ AfD sind, und Personen mit russischem Migrationshintergrund.
Sebastian Bartoschek stellt fest, RT DE habe sich besonders gut in verschwörungstheoretischen und AfD-Kreisen etablieren können; es gelinge dem Sender jedoch nicht, eine breitere Öffentlichkeit zu erreichen. Der Sender falle vor allem durch seine Liveübertragungen auf, etwa von Pegida-Märschen. Bemerkenswert sei, dass RT-Beiträge unter Nutzern „kritiklos konsumiert und weiterverbreitet“ werden, während „die sogenannten Mainstreammedien unter Generalverdacht stehen“, so Bartoschek. Im Fall Lisa hatte RT Deutsch mit Vorwürfen auf sich aufmerksam gemacht, dass „russophobe Mainstreammedien“ in Deutschland „das Schicksal eines Mädchens auf schamlose Weise“ politisch ausbeuten würden.
Weiterhin befand die ehemalige RT Deutsch-Mitarbeiterin Lea Frings im Februar 2016 in einem Interview des NDR, dass RT Deutsch gezielt Rechte und Verschwörungstheoretiker in ihrer Meinung bestätige. Ab 2020 entwickelte sich RT DE nach Einschätzungen mehrerer Medien und Experten auch zu einem „Leitmedium“ der sogenannten Querdenker-Szene. Diese Entwicklung sei vom Sender absichtlich herbeigeführt worden, indem man vor allem Studiogäste aus dem Milieu einlade, die zur Coronavirus-Pandemie im medizinischen Bereich eine Mindermeinung verträten, die aber als solche nicht erkenntlich sei. RT DE berichte einseitig negativ über Coronamaßnahmen und versuchte so zu einem Leitmedium der Querdenker-Szene zu werden, was auch gelang.

### Kritik
Nach Darstellung des Magazins Stern wertet das Bundespresseamt seit 2014 die Inhalte von RT Deutsch, ähnlich wie die anderer Medien wie Bild.de, Spiegel Online oder Stern.de, systematisch aus und protokolliert diese. Dies entspricht seiner Aufgabe, die unter anderem darin besteht, die Bundesregierung über die weltweite Nachrichtenlage und die öffentliche Meinung zu informieren (Medienbeobachtung). Anders als über die Inhalte anderer Medien, die im Intranet der Bundesregierung für alle Regierungsmitarbeiter zugänglich seien, würden die Protokolle zu RT Deutsch jedoch nur einem kleinen Kreis um Merkels Regierungssprecher Steffen Seibert zur Verfügung gestellt (Stand August 2016).
Laut einer Analyse der Bundeszentrale für politische Bildung von 2016 werden Beiträge von RT Deutsch und SNA-Radio im Netz häufig zitiert und auf Facebook geteilt. Die Sender erreichen dadurch größere Breitenwirkung und werden in der Russland- sowie Flüchtlingsdebatte nicht selten als ernsthafte Quelle zur Ergänzung der etablierten Medien wahrgenommen. Sie positionieren sich als „alternative“ Medien und senden laut eigener Aussage „das, was von den etablierten deutschen Medien bewusst vertuscht werde“. Im Gegensatz zu den russischen Inlandsmedien setzen RT und SNA jedoch nicht auf unverhohlene Desinformation, da sie durch eine derartige Bloßstellung einen Teil des Publikums verlieren würden.
Laut Correctiv hatte RT Deutsch im August 2016 in einem Bericht über Flüchtlinge einen Mann auf der Straße befragt, nämlich den Dortmunder Neonazi Michael Brück von der Partei Die Rechte, ohne dessen Namen und Parteizugehörigkeit zu erwähnen. Correctiv kommt deshalb in einer Ende 2016 abgeschlossenen Analyse zu dem Ergebnis, RT Deutsch biete Politikern von ganz links und ganz rechts eine Bühne, „Hauptsache die Interviewten sind Merkel- und europakritisch“.